# 아시아 댄스스포츠 연맹
아시아 댄스스포츠 연맹(DanceSport Asia, DSA)은 아시아의 댄스스포츠 종목을 총괄하는 국제 스포츠 행정 기구이다.

## 회원국
| 국가           | 협회                                | 코드 | 설립   | 가맹   | 비고     |
| -------------- | ----------------------------------- | ---- | ------ | ------ | -------- |
| 대한민국       | 대한민국댄스스포츠연맹              | KOR  | 2001년 | 2019년 |          |
| 레바논         | 레바논 댄스스포츠 연맹              | LBN  |        |        |          |
| 마카오         | 마카오 댄스스포츠 연맹              | MAC  |        |        |          |
| 말레이시아     | 말레이시아 댄스스포츠 연맹          | MAS  |        |        |          |
| 몽골           | 몽골 댄스스포츠 연맹                | MGL  |        |        |          |
| 베트남         | 베트남 댄스스포츠 협회              | VIE  |        |        |          |
| 싱가포르       | 싱가포르 댄스스포츠 연맹            | SGP  |        |        |          |
| 우즈베키스탄   | 우즈베키스탄 댄스스포츠 연맹        | UZB  |        |        |          |
| 인도           | 전인도 댄스스포츠 연맹              | IND  |        |        |          |
| 인도네시아     | 인도네시아 댄스스포츠 협회          | INA  |        |        |          |
| 일본           | 일본 댄스스포츠 연맹                | JPN  |        |        |          |
| 중화 타이베이  | 중화민국 댄스스포츠 연맹            | TPE  |        |        | 준회원국 |
| 중화인민공화국 | 중국 댄스스포츠 연맹                | CHN  |        |        |          |
| 카자흐스탄     | 카자흐스탄 댄스스포츠 연맹          | KAZ  |        |        |          |
| 캄보디아       | 캄보디아 댄스스포츠 연맹            | CAM  |        |        | 준회원국 |
| 키르기스스탄   | 키르기스스탄 공화국 댄스스포츠 연맹 | KGZ  |        |        |          |
| 태국           | 태국 댄스스포츠 협회                | THA  |        |        |          |
| 필리핀         | 필리핀 댄스스포츠 평의회            | PHI  |        |        |          |
| 홍콩           | 홍콩 댄스스포츠 협회                | HKG  |        |        |          |

## 참고 문헌
- “CONTACT”. 아시아 댄스스포츠 연맹. 2021년 11월 20일에 원본 문서에서 보존된 문서. 2021년 11월 20일에 확인함.
- “아시아 댄스스포츠 연맹”. 아시아 올림픽 평의회. 2022년 3월 12일에 원본 문서에서 보존된 문서. 2022년 3월 12일에 확인함.

## 같이 보기
- 세계 댄스스포츠 연맹